# Kislaka

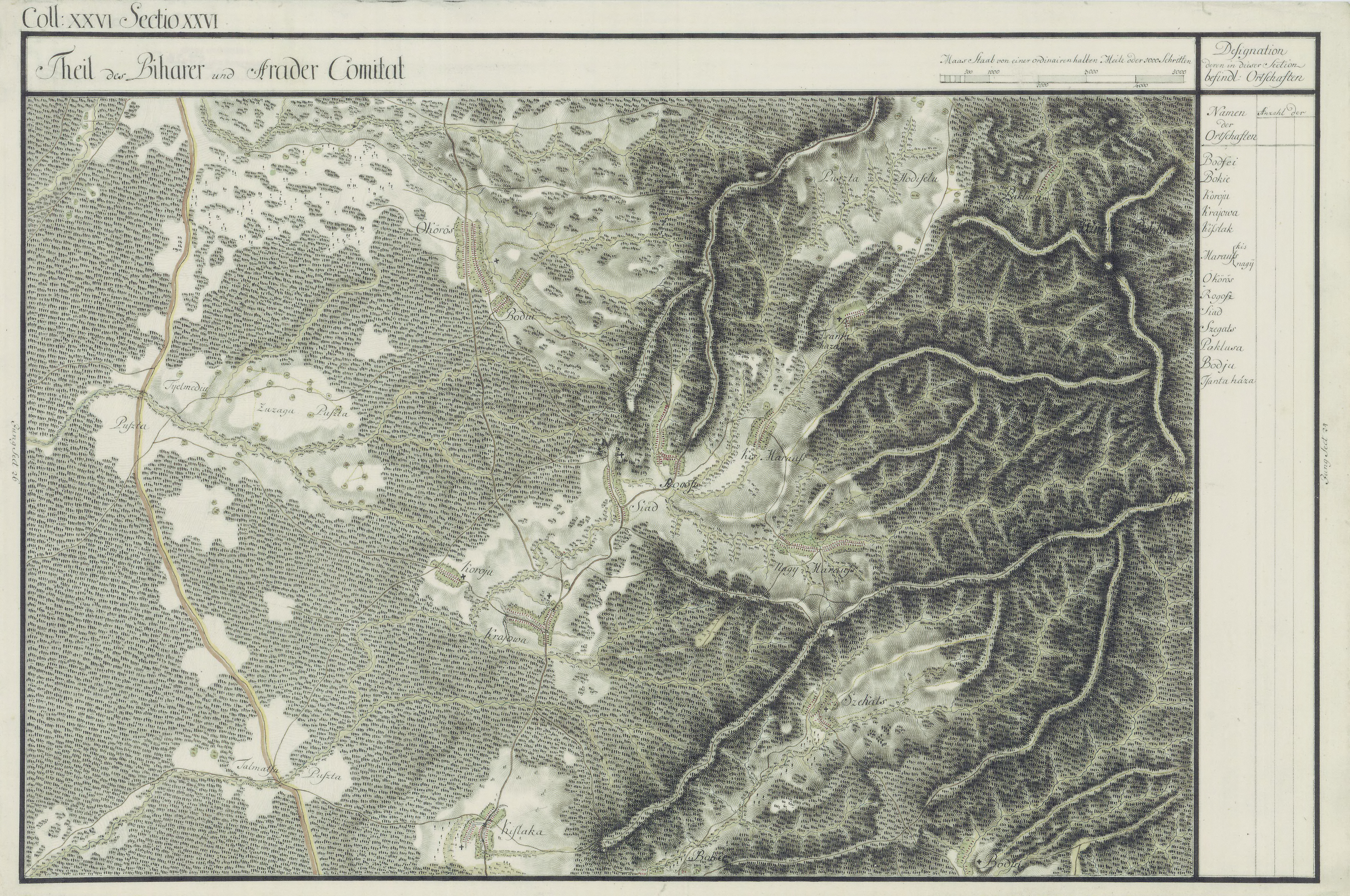
Kislaka egy 1700-as évekből való térképen

Kislaka (Chișlaca), település Romániában, a Partiumban, Arad megyében.

## Fekvése
A Béli-hegység nyúlványai alatt, Béltől északra, Csermő, Benyefalva, Bélkirálymező és Bél közt fekvő település.

## Története
Kislaka nevét 1808-ban említette először oklevél Kislaka néven.
A település földesura a nagyváradi 1. sz. püspökség volt még a 20. század elején is.
1851-ben Fényes Elek írta Kislakról: „... a váradi deák püspök béli uradalmában; 657 óhitü lakossal, s anyatemplommal.”
1910-ben 963 lakosából 932 román, 15 magyar volt. Ebből 950 görögkeleti ortodox volt.
A trianoni békeszerződés előtt Bihar vármegye Béli járásához tartozott.

## Nevezetességek
- Görög keleti temploma 1850-ben épült.